# Characidium caucanum
Characidium caucanum es una especie de peces de la familia Crenuchidae en el orden de los Characiformes.

## Morfología
Al alcanzar la madurez sexual las hembras miden en alrededor de 3 cm y los machos cerca de 4 cm. Presenta una banda lateral oscura que en los machos es marcadamente oscura y continua, mientras en las hembras es más clara y discontinua.

## Hábitat
Vive en zonas de clima tropical, en ríos y quebradas de tipo secundario, entre los 19° y 24 °C de temperatura promedio, con un ancho promedio de 6 m y una profundidad promedio de 1 m.

## Alimentación
Su dieta consta principalmente de insectos (78%) e incluye ácaros, algunos moluscos y vegetales.

## Distribución geográfica
Se encuentran en Sudamérica:  cuenca del río Cauca en Colombia.